# Farkas Beáta
Farkas Beáta (Cegléd, 1959. február 23. –) magyar közgazdász, jogász, egyetemi docens. A közgazdaságtudományok kandidátusa (1990).

## Életpályája
Szülei: Farkas István és Krecsényi Márta voltak. 1977–1982 között a József Attila Tudományegyetem Állam- és Jogtudományi Karán jogász lett. 1982-től a József Attila Tudományegyetem Jogtudományi Karának közgazdasági tanszékcsoportjának oktatója. 1982–1986 között a Marx Károly Közgazdaságtudományi Egyetem Pénzügyi szakán tanult; okleveles közgazdász lett. 1991-től a Magyar Tudományos Akadémia Szegedi Akadémiai Bizottságának Gazdaságtudományi Szakbizottság tagja, 2000–2008 között elnöke volt. 1992–1996 között dékánhelyettes volt. 1996–1999 között a Közgazdasági Tanszékcsoport vezetője volt. 1997–2004 között a Világgazdaságtani és Európai Gazdasági Integrációs Tanszék vezetője volt. 1998–1999 között a Szegedi Felsőoktatási Szövetség Szenátusának tagja volt. 1999–2005 között a Gazdaságtudományi Kar alapító dékánja és az Egyetemi Tanács tagja volt. 1999–2014 között a Magyar Ösztöndíj Bizottság Társadalomtudományi Szakmai Kollégiumának tagja volt. 2003-tól a Magyar Tudományos Akadémia Közgazdaság-tudományi Bizottság tagja. 2005–2008 között a Gazdaságtudományi Kar Doktori Tanácsának tagja volt. 2006 óta a Pénzügyek és Nemzetközi Gazdasági Kapcsolatok Intézetének vezetője. 2008-tól a Gazdaságtudományi Tudományterületi Doktori Tanács tagja. 2010–2014 között az Egyetemi Szenátus tagja volt. 2013-tól a Szegedi Tudományegyetem Közgazdaságtani Doktori Iskola törzstagja. 2014-ben habilitált a Szegedi Tudományegyetemen. 2015-től a Közgazdaságtan Habilitációs Szakbizottság elnöke, valamint a Magyar Tudományos Akadémia Közgazdaságtudományi Bizottság elnökhelyettese. 2020 óta a Magyar Tudományos Akadémia doktora.
Kutatási területe az Európai Unió gazdasága.

## Művei
- Bevezetés az Európai Unió tanulmányozásába (Várnay Ernővel, 1997)
- Regionális versenyképesség és kohézió az Európai Unióban (Lengyel Imrével, 2001)
- A lisszaboni folyamat és Magyarország (2007)
- Az Európai Unió kohéziós politikája (2008)
- A világgazdasági válság hatása az Európai Unió régi és új kohéziós tagállamaiban (2012)
- Az Európai Unió és a geoökonómiai kihívások – ipar- és versenypolitikai válaszok (2023)

## Díjai
- Miniszteri dícséret (1990)
- Széchenyi professzor ösztöndíj (2000-2003)
- Magyar Arany Érdemkereszt (2011)[4]